# Aegus
Aegus — род жесткокрылых насекомых и семейства рогачей. В роде выделяют 11 подродов.